# Sciapus barbescens
Sciapus barbescens är en tvåvingeart som först beskrevs av Octave Parent 1939.  Sciapus barbescens ingår i släktet Sciapus och familjen styltflugor. Inga underarter finns listade i Catalogue of Life.